# Siemen Mulder
Siemen Mulder (Uithuizen, 23 november 1983) is een Nederlands voormalig voetbalscheidsrechter die voor de KNVB floot. Sinds 2012 floot Mulder wedstrijden in de Jupiler League. Hij debuteerde tijdens de wedstrijd FC Oss – Fortuna Sittard. Sinds 6 december 2014 floot Mulder tevens duels in de Eredivisie, hij debuteerde tijdens de wedstrijd SC Cambuur – NAC.
Mulder woont in Uithuizen en is de broer van voetbalscheidsrechter Christian Mulder. In 2019 startte Mulder een opleiding tot brandweerman.
In juni 2022 gaf Mulder te kennen te stoppen als scheidsrechter.